# Nuoto in acque libere ai campionati mondiali di nuoto 2023 - 6 km a squadre
La gara della 6 km a squadre miste in acque libere maschile dei campionati mondiali di nuoto 2023 si disputerà il 20 luglio 2023 nelle acque del Seaside Momochi Beach Park di Fukuoka, in Giappone, a partire dalle ore 08:00. Vi prenderanno parte 21 nazioni per un totale di 42 atleti e 42 atlete.

## Risultati
| Pos. | Nazione       | Atleti | Tempo |
| ---- | ------------- | ------ | ----- |
|      | Argentina     |        |       |
|      | Australia     |        |       |
|      | Brasile       |        |       |
|      | Canada        |        |       |
|      | Cina          |        |       |
|      | Rep. Ceca     |        |       |
|      | Spagna        |        |       |
|      | Francia       |        |       |
|      | Germania      |        |       |
|      | Hong Kong     |        |       |
|      | Ungheria      |        |       |
|      | Israele       |        |       |
|      | Italia        |        |       |
|      | Giappone      |        |       |
|      | Kazakistan    |        |       |
|      | Corea del Sud |        |       |
|      | Messico       |        |       |
|      | Porto Rico    |        |       |
|      | Sudafrica     |        |       |
|      | Stati Uniti   |        |       |
|      | Uzbekistan    |        |       |